# Tour EDF-GDF (Cergy)
La Tour EDF-GDF est un immeuble de bureaux construit en 1974 en plein cœur de la ville nouvelle de Cergy, dans le quartier d'affaires et administratif Cergy-Préfecture. Son architecte est Renzo Moro.

## Présentation
Elle est haute de 85,3 mètres avec 14 étages.
Cette construction est le premier immeuble de grande hauteur (IGH) comportant une structure irriguée. Des poteaux creux, reliés horizontalement entre eux en haut et en bas sont remplis d'une eau chimiquement neutre. En cas d'incendie, cette eau commence à circuler à l'intérieur des poteaux sous l'effet d'un thermosiphon, agissant ainsi comme liquide de refroidissement.
Quatre raisons ont motivé ce choix de structure: technique innovante, protection et sécurité accrues, gain de place, valeur architecturale de la charpente.
En 2015, les entreprises ERDF et GRDF décident de se séparer de la tour qui devient totalement inoccupée. Un projet de rénovation, à partir du projet de Pablo Katz, est décidé pour la fin de l'année 2024, qui fera de cet immeuble une résidence pour étudiants.

## Cinématographie
La tour a servi de lieu de tournage au film I... comme Icare sorti en 1979 : c'est depuis cette tour que le président Jarry est assassiné.